# NGC 2684
NGC 2684 este o galaxie spirală situată în constelația Ursa Mare. A fost descoperită în 9 martie 1788 de către William Herschel. Se află la o distanță de 43,76 de megaparseci de Pământ.